# 시 비숍

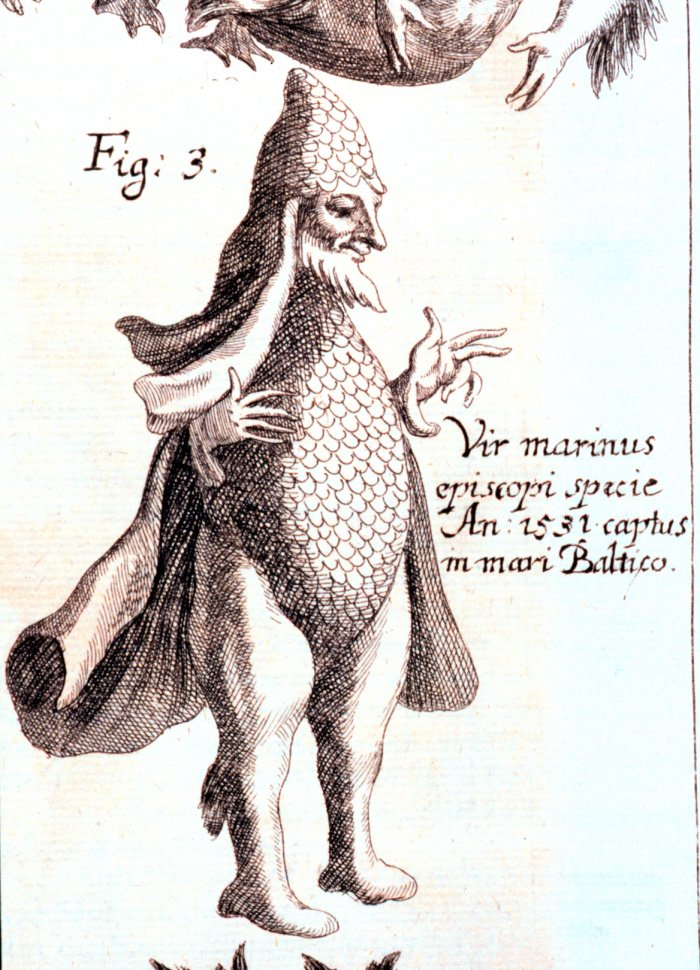

시 비숍(sea bishop)은 16세기에 출몰했다고 하는 어인이다. 전설에 따르면 폴란드의 왕에게 포획당해 가톨릭 주교들의 구경거리가 되었는데, 주교들에게 마치 자신을 풀어달라고 간청하는 듯한 몸짓을 하였다. 그래서 주교들이 풀어주었더니 괴물이 사라진 바다 수면 위로 십자성호가 떠올랐다고 한다.
또한 독일에서 1531년에 다른 한 마리가 잡혔다는 기록이 있다. 3일 밤낮 동안 먹이를 거부하더니 굶어 죽어 버렸다. 스위스의 박물학자 콘라트 게스너의 《동물의 역사》(Historiea Animalium)에 시 비숍의 그림이 올라와 있다.

## 같이 보기
- 시 멍크